# Xoxzo
株式会社Xoxzo（ゾクゾー、英: Xoxzo Inc.）は、WEB開発者のためのテレフォニーAPIプラットフォーム「Xoxzo（ゾクゾー）」および　GUI付きテレフォニーサービス「EZSMS（イージーエス・エム・エス）」を運営する日本の企業である。2007年2月16日設立。2015年9月30日以前の商号は「MARIMORE」。
2021年9月17日に同業の上場企業であるアクリートに株式取得され、アクリートの子会社になったが、2024年12月25日に、同業のサービスを運営するKYUBIZ INVESTに全株式を取得され、アクリートから離れた。

## 沿革
- 2007年2月16日 設立[1]。
- 2015年9月30日 MARIMOREからXoxzoへ商号変更[2]。
- 2021年9月17日 アクリートに株式取得され、アクリートの子会社に[3]。
- 2024年12月25日 KYUBIZ INVESTに100%株式取得され、KYUBIZ INVESTの子会社に[4]。

## Xoxzo API
XoxzoのAPIはSMS APIとVOICE APIに分かれています。

### SMSメッセージ送信API
Xoxzo SMS APIを使用することで、キャリアネットワーク経由でSMS（テキストメッセージ）を送信・受信できます。XoxzoのSMS APIを使用して、送信者IDを自由に設定できます。どの言語でも、メッセージを配信可能です、主要プログラミング言語（Python、Ruby、PHP）ですぐに使えるライブラリを使えば、あなたのアプリにメッセージ配信機能を今すぐ取り入れることができます。使いやすいライブラリも提供しています。リンクトラッキングオプションパラメーターが使われると、リンクトラッキング機能が作動します。配信後のSMSのステータスを確認するAPI（SMSステータス確認API）も用意しています。SMS受信API：電話番号の契約など、SMSイン番号を操作したり、着信メッセージがあったときに呼び出されるアクションURLを設定したり、電話番号の契約を解除したりできるWeb APIがあります。Mail2SMSの機能が電子メールのテキストをSMSメッセージに変換し、SMS 送信 API を使用して送信できます。

### VOICE API (音声通話 API)
XoxzoのVoice APIを使用することで、録音した音声ファイルを再生したり、テキスト読み上げ機能（TTS)もあります。電話発信ステータスの確認APIを利用することで、発信後の通話ステータスの確認するAPIも用意しています。電話着信APIサービス: Dial In Numbers (DIN) とは取得可能な着信用の番号、（地域の番号）です。取得番号に電話が着信すると、指定されたアクションURLにGETリクエストを投げます。そのアクションURLに掲載されているコマンドによって着信した電話を処理します。（例 別の電話番号に転送したり、音声ファイルを再生したり、テキスト読み上げ機能で動的に言語音を発するなど）。

## EZSMS
EZSMSはカンタンで、アプリダウンロードなどの必要はなく、スグに使えるSMS(ショートメッセージ)配信サービスです。Xoxzoと違って、EZSMSを利用するためにはWeb開発者の経験と技術的な知識は必要はありません。実用的で低コスト、効果的な顧客との連絡手段を提供するソリューションです。
EZSMSのサービス
標準SMS送信
驚きのシンプル操作で、PCからSMS（ショートメッセージ）を配信します。 テンプレートも保存できて、繰り返し送信するメッセージに大変便利です。
カスタマイズSMS送信
EZSMSのカスタマイズSMS配信機能で、メッセージを顧客の個人や特定のグループに配信し、メッセージを個別にカスタマイズすることができます。
ダイヤルSMSサービス
電話番号をオンラインでカンタン契約し、顧客からの入電に応答。設定済みのSMSメッセージが自動的に送信されて、顧客へ情報を伝えます。
リンクトラッキング
このオプションパラメーターが使われると、リンクトラッキング機能が作動します。SMSのメッセージ本文中、最初に出てくるURLやドメイン名を自動で個別短縮URLに変換して送信します。